# Lovesick
Pour plus de détails, voir Fiche technique et Distribution.
Lovesick est une comédie romantique américaine écrite et réalisée par Marshall Brickman, et sorti en 1983.

## Synopsis
Un psychiatre, marié mais timide de nature, tombe amoureux d'une de ses patientes. L'esprit de Sigmund Freud vient à son secours, et l'aide à la séduire.

## Fiche technique
- Titre original : Lovesick
- Réalisation : Marshall Brickman
- Scénario : Marshall Brickman
- Direction artistique : Philip Rosenberg
- Décors : Gary J. Brink
- Costumes : Kristi Zea
- Photographie : Gerry Fisher
- Son : William Flageollet
- Montage : Nina Feinberg
- Musique : Philippe Sarde
- Production : Charles Okun
- Société de production : The Ladd Company
- Société de distribution : Warner Bros.
- Pays d'origine :  États-Unis
- Langue originale : anglais
- Format : couleur (Technicolor) — 35 mm — 1,85:1 — son Stéréo
- Genre : comédie romantique
- Durée : 95 minutes
- Date de sortie :
  - États-Unis : 18 février 1983

## Distribution
- Dudley Moore : Saul Benjamin
- Elizabeth McGovern : Chloe Allen
- Alec Guinness : Sigmund Freud
- Christine Baranski : Patiente nymphomane
- Gene Saks : Patient énervé
- Kent Broadhurst : Patient gay
- Renée Taylor : Mme Mondragon
- Wallace Shawn : Otto Jaffe
- Suzanne Barrie : Femme d'O. Jaffe
- Otto Bettmann : Dr Waxman
- Mark Blum : Murphy
- John Huston : Dr Larry Geller
- Stefan Schnabel : Dr Gunnar Bergsen
- Fred Melamed : Psychanalyste
- Anna Berger : Analyste
- Sol Frieder : Analyste
- Merwin Goldsmith : Analyste
- Paul Andor : Analyste
- Amalie Collier : Servante
- Ann Gillespie : Actrice